# Eskridge, Kansas
Eskridge là một thành phố thuộc quận Wabaunsee, tiểu bang Kansas, Hoa Kỳ. Năm 2010, dân số của xã này là 534 người.

## Dân số
Dân số các năm:
- Năm 2000: 589 người
- Năm 2010: 534 người